# Табан на кремен
Табан на кремен (енгл. flintlock)  је врста механизма за опаљивање код ручног ватреног оружја - пиштоља и мускета, који се користио од краја 16. до средине 19. века. Овај механизам опаљује барутно пуњење варницама изазваним ударом кремена о челичну назубљену плочу. Пушке (пиштољи) са таквим табаном називане су кремењачама.

## Развој
Табан је механизам за опаљење барутног пуњења код ручног спорометног ватреног оружја које се пуни спреда (аркебуза, мускета). У почетку реч табан означавала је само дашчицу (у облику стопала) која је повезивала делове за опаљење, а касније се тим именом називао цео механизам за опаљење. Табан се намештао са стране задњег дела цеви и усадника, поред фаље. Развој табана текао је упоредо са развојем ручног ватреног оружја и утицао је на побољшање сигурности и брзине гађања. Врсте и облици табана зависили су од времена и места израде. Разликују се 4 основна механизма опаљивања: табан на фитиљ, на коло, на кремен и на капислу.

## Механизам
Табан на кремен појављује се, у разним облицима, у 16. и 17. веку.
Француски табан (енгл. true flintlock), с почетка 17. века, имао је све делове унутра да би били заштићени од ломљења и прљања; као оцило служио је поклопац чанка, па се варнице нису много расипале, а опаљење је било сигурније. Састојао се од дашчице, ороза с кременом, чанка с поклопцем, система опруга и обараче. Притиском на обарачу, ороз нагло пада и удара кременом о челични део поклопца фаље (оцило), при чему се стварају варнице које пале припалу у чанку. Припала кроз фаљу пали барут у цеви оружја. У Српском рјечнику из 1852, овакав табан се назива немачки.
Код холандског табана (енгл. snaphance) оцило није служило и као поклопац чанка, па је при удару кремена више одскакало, а варнице су се расипале и опаљење није било тако сигурно.
Енглески табан (енгл. doglock) имао је само опруге у кундаку, покривене табанском дашчицом, а код шпанског (енгл. Miquelet lock) су и оне биле споља, па су се сви делови табана прљали и ломили (највише су га употребљавали Арапи и Турци). У Српском рјечнику из 1852, овакав табан се назива арнаутски или турски.
На територији бивше Југославије (17. и 18. век) најраспрострањенији табани на кремен били су шпански и француски.

### Предности и мане
Иако знатно сигурнији од табана на коло, табан на кремен је у француским револуционарним ратовима показао велике недостатке (сваки четврти метак није могао да опали због влажности припале и кремена, варнице често нису падале на припалу, један кремен могао је да се употреби само за 10-12 опаљења), па се због тога траже сигурнији начини опаљивања; тако се појавила каписла.

## Употреба
Пушке са табаном на кремен називају се кремењаче. Увођењем картонског фишека повећана је брзина гађања (око 1 зрно у минуту), а уграђивањем нишана на пушке унеколико је повећана тачност гађања, али се и даље гађало само плотунима. После 1640. мускете су добиле бајонет, што је довело до нестанка копљаника из пешадије до краја 17. века, а мускетари су постали једини род пешадије. Увођење кремењаче омогућило је да се дотадашњи густи борбени поредак, који је отежавао рационалну употребу пушака, замени линијским борбеним поретком, из којег су се могле истовремено употребљавати пушке из три линије. Прецизност кремењача повећана је крајем 18. века увођењем пушака спирално урезаних (ижлебљених) цеви, које су се спорије пуниле, али су погађале појединачне мете. У Наполеоновим ратовима (1798-1815) овакве прецизније пушке даване су само најбољим стрелцима. Ипак, мускете глатких цеви остале су главно оружје пешадије до 1840-их, када су их замениле пушке каписларе.

## У Србији
У Српском рјечнику из 1852, француски табан (са опругама и механизмом унутра) се назива немачки, а шпански табан (са опругама споља) - арнаутски или турски. У Србији, пушке (дуге пушке и шешане) и кубуре кремењаче још су биле у употреби током Тимочке буне (1883). Ово старо оружје још увек је коришћено у то време, како од стране устаника, тако и од стране среских и окружних пандура, упоредо са модернијим (и скупљим) пиштољима каписларима и револверима. Пиштољ кремењаш у то време (крајем 1883) вредео је у просеку 4 динара, у поређењу са пиштољима каписларима, који су вредели 8-24 динара, док су револвери, зависно од типа, вредели 27-72 динара. Поређења ради, ухрањена свиња вредела је у то време 24 динара, док је учитељска месечна плата износила 108 динара.